# Ol’ Dirty Bastard
Рассел Тайрон Джонс (англ. Russell Tyrone Jones), более известный под псевдонимом Ol' Dirty Bastard (рус. Старый Грязный Ублюдок) — американский рэпер, участник и один из основателей группы Wu-Tang Clan. Родился 15 ноября 1968 в Бруклине, Нью-Йорк. Умер 13 ноября 2004, от остановки сердца, за 2 дня до своего 36 дня рождения.

## Биография

### Детство и юность
Рассел Тайрон родился 15 ноября 1968 года в Бруклине. В детстве, вместе со своими кузенами, Робертом Диггзом (позже ставшим известным под псевдонимом RZA) и Гэри Грайсом (позже ставшим известным под псевдонимом GZA), любил слушать рэп и смотреть фильмы о кунг-фу.
В 1993 году они объединяются с ещё пятью друзьями, образуют группу Wu-Tang Clan и выпускают дебютный альбом «Enter the Wu-Tang (36 Chambers)».

### Карьера

#### Сольная карьера
Ol' Dirty Bastard начал сольную карьеру в 1995 году, что делает его вторым (первым был Method Man, с его «Tical», выпущенным в 1994 году) участником Wu-Tang Clan, который выпустил сольный альбом. Альбом «Return to the 36 Chambers: The Dirty Version» был выпущен 28 марта 1995 года. Синглы «Brooklyn Zoo» и «Shimmy Shimmy Ya» помогли альбому стать платиновым.
В 1999 году, между судебными процессами, он выпускает второй сольный альбом «Nigga Please», который стал успешным. Альбом занял 10 место в Billboard 200. Также на альбоме присутствовал трек «Got Your Money», который также ждал успех.

### Псевдоним
Ol' Dirty Bastard взял свой псевдоним из фильма Mad Mad Kung Fu (фильм также известен под названиями Guai zhao ruan pi she, Ol' Dirty Kung Fu и Ol' Dirty & the Bastard). Также рэпер был известен под псевдонимами Dirt McGirt, O.D.B., Osirus, Big Baby Jesus, Dirt Dog.

### Смерть
Незадолго до смерти многие стали замечать странное поведение рэпера. Критик Стив Хью писал: «Тем, кто его знал, трудно было сказать, что было результатом его странного поведения: серьёзные проблемы с наркотиками или психическое расстройство». Также Джонс всё чаще упоминал в песнях о смерти.
13 ноября 2004 года примерно в 17:29 Джонс потерял сознание на студии звукозаписи. Через час было объявлено о том, что он умер. Похороны проходили в Бруклине, на них присутствовали примерно тысяча человек.
Официальной причиной смерти названа передозировка наркотиков; вскрытие выявило летальную дозу смеси кокаина, трамадола и синтетических опиатов. Передозировка была случайной. Свидетели говорят, что в день смерти Джонс жаловался на боль в груди.

## Галерея

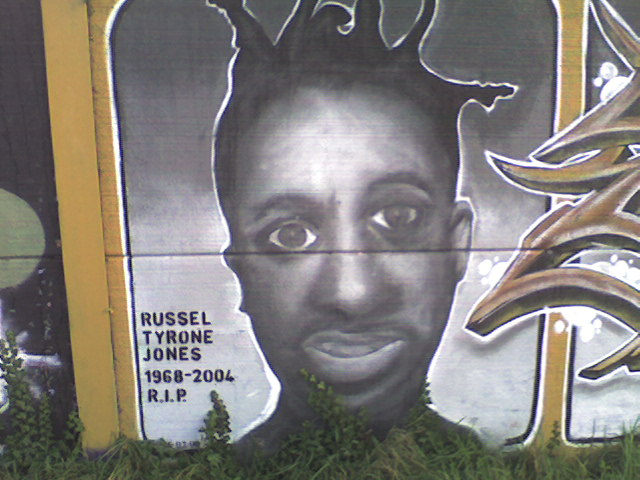
Граффити, с изображением Ol' Dirty Bastard

## Дискография
Студийные альбомы
- 1995: Return to the 36 Chambers: The Dirty Version
- 1999: Nigga Please
- 2002: The Trials and Tribulations of Russell Jones
- A Son Unique (не выпущен)

Микстейпы
- 2005: Osirus